# Clarence Town, Bahamas

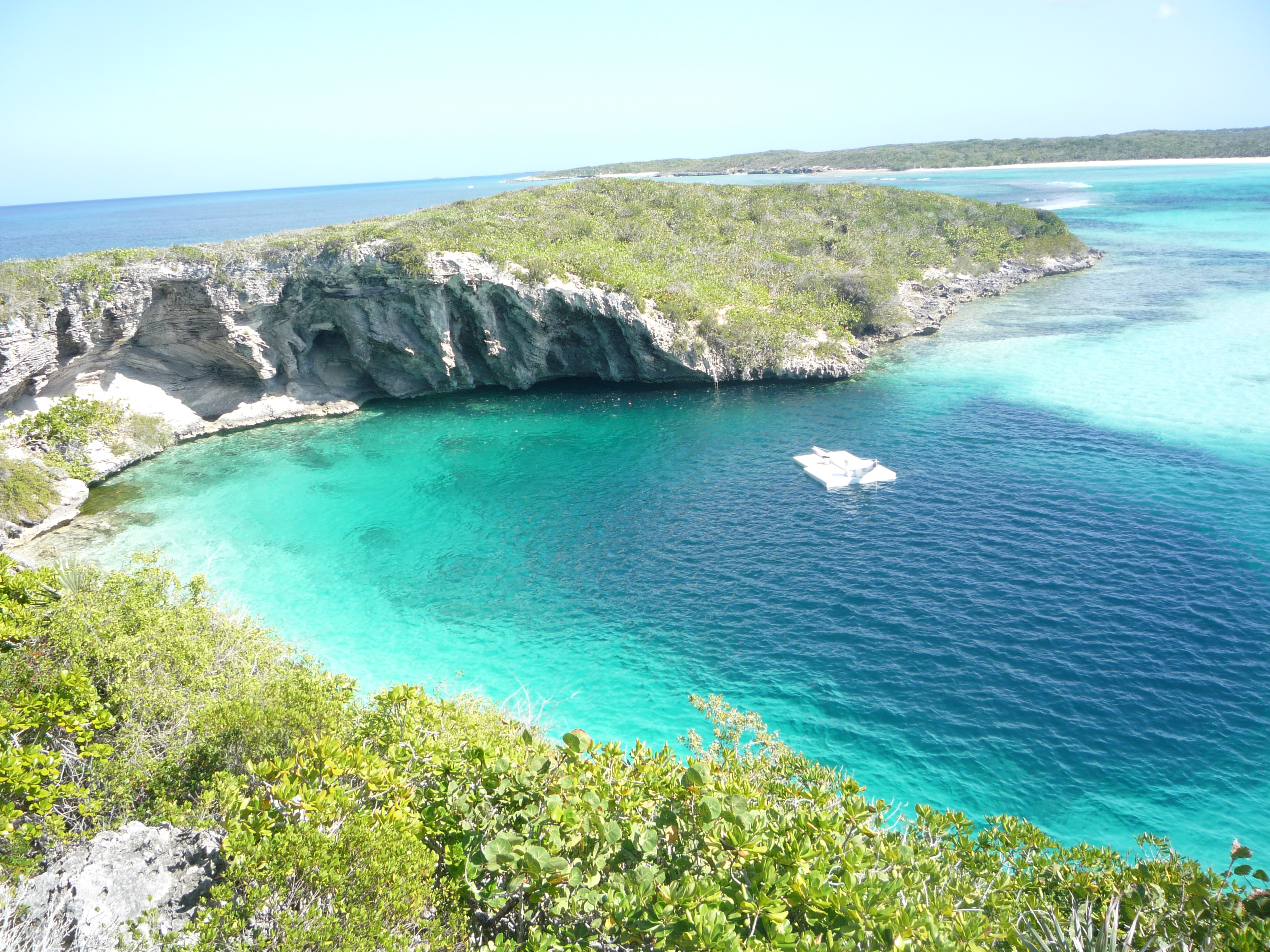
Ett blått hål utanför Clarence Town.

Clarence Town är huvudorten på Long Island, Bahamas. År 2023 hade staden cirka 1700 invånare.